# スキージャンプ (航空)

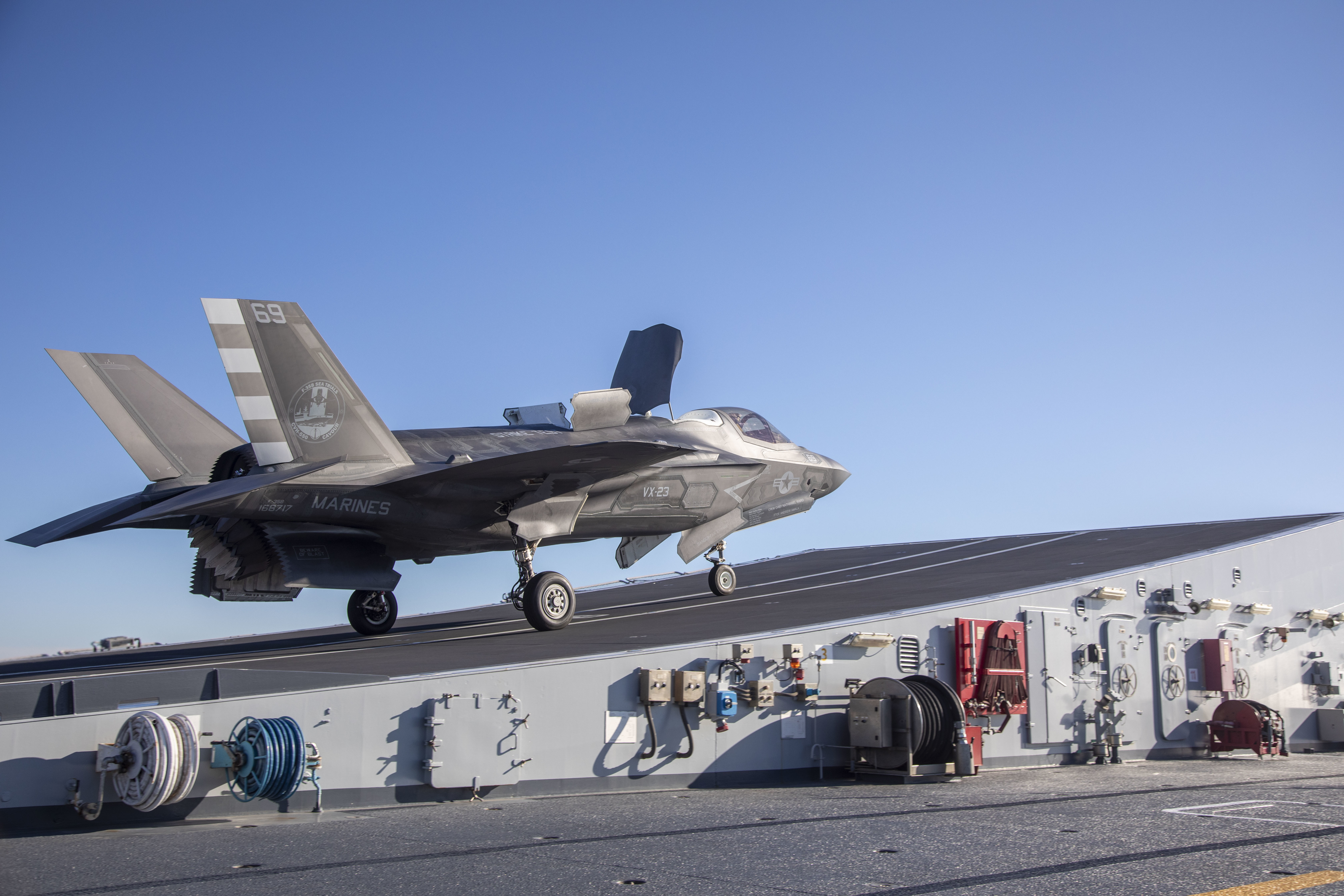
「カヴール」のスキージャンプから発艦するF-35B

本項では、航空機の発進時に用いられるスキージャンプについて述べる。これを用いることで、航空機はローテーション速度 (VR) に達する前に機首を引き起こし、離陸直後から上昇率や高度を増加させることが可能となり、単に水平に滑走する場合と比べて、滑走距離の短縮や離陸重量の増大などの恩恵がある。

## 黎明期

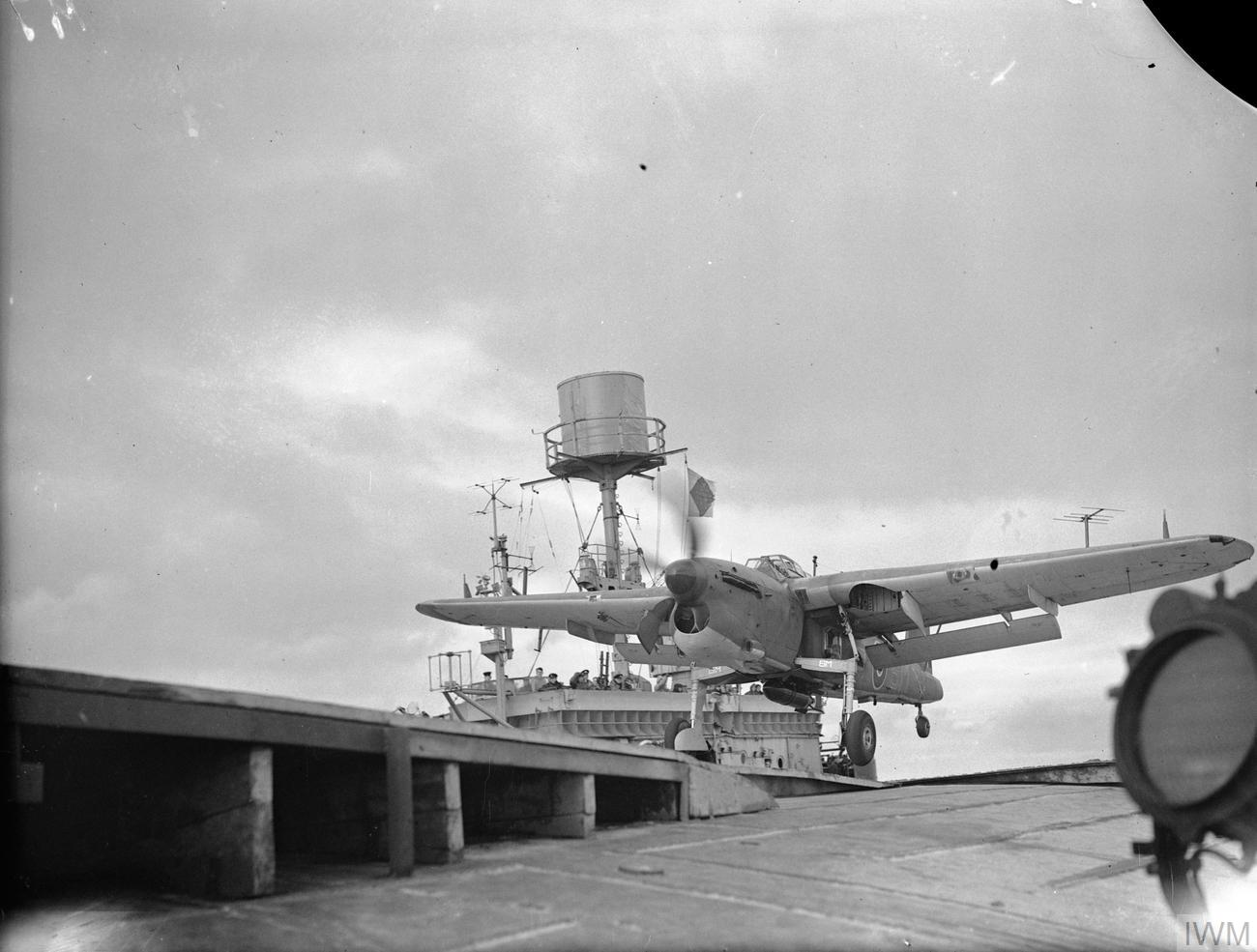
「フューリアス」に仮設されたスキージャンプ台

航空母艦が実用化された直後は、まだ航空機が軽かったため、艦上機自身が飛行甲板上を滑走して得た力と、母艦が風上に突進することで生じる力とをあわせた合成風力だけでも、十分に発艦することができた。その後、第二次世界大戦期になると、航空機の重量が増して、発艦を補助する手段が求められるようになったため、カタパルトが用いられるようになった。
そして1944年には、イギリス海軍の空母「フューリアス」で、臨時にスキージャンプ台が設置された。これは、ドイツ海軍の戦艦「ティルピッツ」への攻撃作戦を控えて、爆装したフェアリー バラクーダの発艦を補助するためのものであった。
第二次世界大戦後も航空機の重量増加は止まらず、将来的にカタパルトの能力が不足することも懸念されるようになった。これに備えた施策として、1952年にアメリカ航空諮問委員会（NACA）が行った研究では、航空機の離陸を補助するため、カタパルトで加速したあとにスキージャンプを併用することが提案された。

## VTOL機での使用 (STOVL方式)

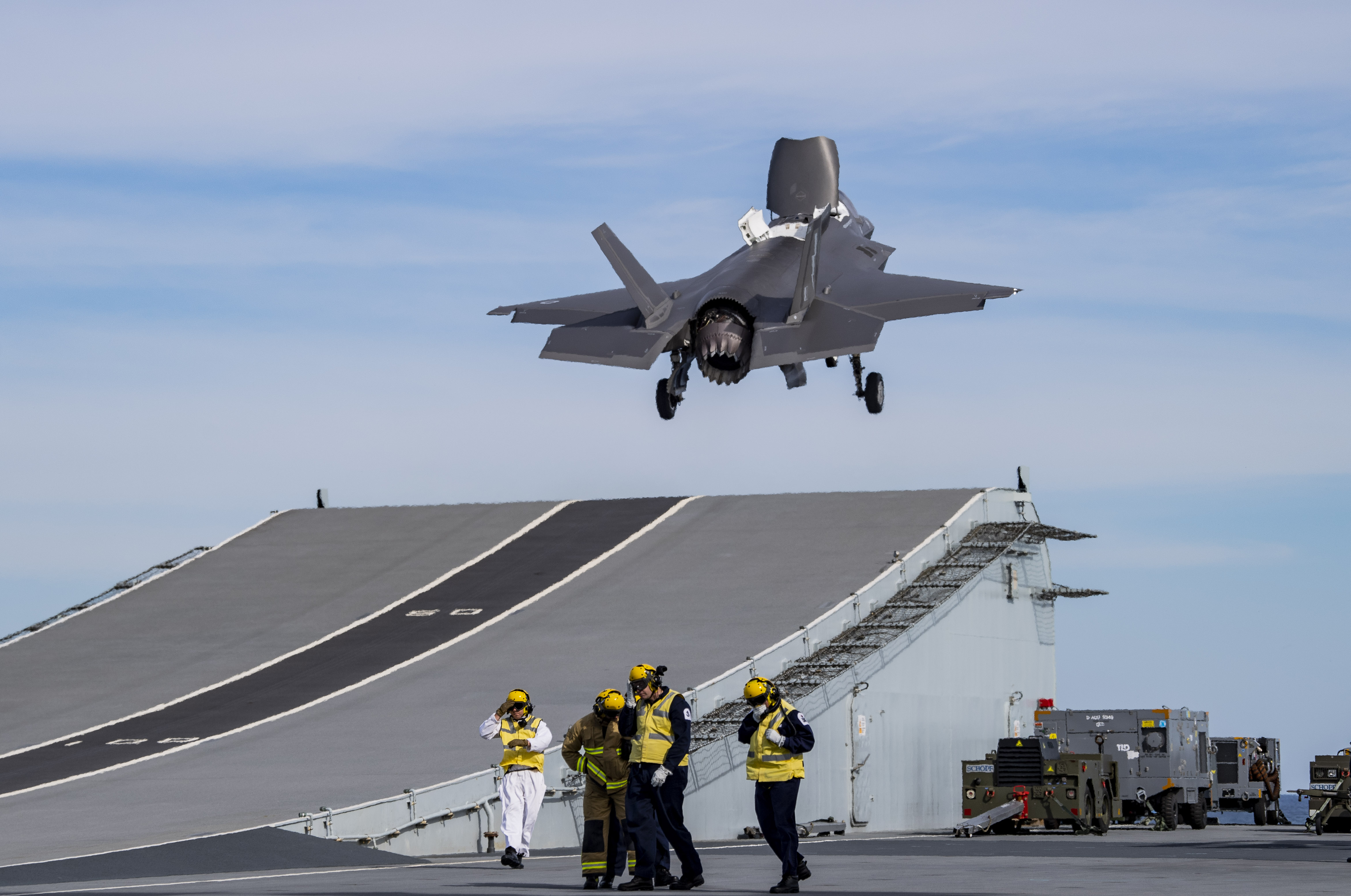
「クイーン・エリザベス」のスキージャンプから発艦するF-35B

1960年代、イギリスのホーカー・シドレー社は、世界初の実用垂直離着陸機としてハリアーの開発を進めていた。まずは空軍向けの攻撃機として開発されていたが、1969年頃からは、海軍向けの艦上戦闘機版（シーハリアーFRS.1）の開発も着手された。
ハリアーは垂直離着陸（VTOL）に対応しているが、短距離でも滑走を行えば燃料・兵装の搭載量を相当に増やしても離陸させられることから、実際の運用では、垂直離陸（VTO）ではなく、短距離離陸（STO）と垂直着陸（VL）を組み合わせたSTOVL方式となることが多い。当初、装備を搭載したハリアーを発艦させるためにはカタパルトが必要と考えられていたが、母艦として予定されていた全通甲板巡洋艦（後のインヴィンシブル級）は蒸気タービンではなくガスタービンエンジンを主機とする予定だったため、カタパルトのための蒸気の供給が課題となっていた。これを解決するため、1969年、海軍のダグラス・テイラー中佐と、ホーカー・シドレー社のラルフ・フーパー技師が、ほぼ同時に、ハリアーの発艦支援設備としてスキージャンプ台を使うことを着想した。これは、まずエンジンノズルを船尾側に向けたままで水平な飛行甲板上を加速し、艦首のスキージャンプ台に差し掛かったところでノズルを回転させて推進力を部分的に下方に向け、半弾道の曲線を描きながらスキージャンプ台を通過することで、水平に滑走したときよりも高い高度まで機体を押し上げることができる、というものであった。このように高度を稼ぐことで、従来より大きな揚力を得ることができ、より重い機体でも浮揚することが可能になる。
1976年にホーカー・シドレー社のフォザード技師長がこの着想を取り上げて、本格的な研究が開始された。この結果、兵装最大積載状態であれば滑走距離を50パーセント以上減少させ、また滑走距離を一定とした場合はミリタリーロードを30パーセント増加できることが判明した。例えば、甲板上合成風速（WOD）25ノットの環境で、ハリアーが4,500キログラムの燃料・兵装を搭載してSTO発進する場合、スキージャンプを使わずにひたすら水平に滑走すると、滑走距離180メートルで離艦時対気速度222キロメートル毎時となるのに対し、12度のスキージャンプを使用すれば、離艦時対気速度は204キロメートル毎時に低下するうえに燃料・兵装を30パーセント増やしても安全に発進でき、また同じ搭載量であれば離艦時対気速度を130キロメートル毎時として滑走距離を3分の1に短縮することができると算出された。
1977年には、ベッドフォード基地の使用されていない誘導路に実験用のスキージャンプ台が設置され、同年8月から1979年6月までに計430回のテスト離陸が行われた。試験には、空軍のハリアーGR.1と、BAeがデモンストレーション用に自費製作した複座のハリアーT.52が使用された。この結果、スキージャンプ台の恩恵が確認され、試験を担当したテストパイロットであるジョン・ファーレイは、「これまで経験したことのない、総合的にWin-Winの最善のアイデア」と評した。当初、勾配角は6度とされていたが、後に20度までの様々な角度で試験が行われ、12度が最善であると結論された。しかしインヴィンシブル級の1番艦・2番艦では、艦首に設置されたシーダート発射機との干渉を避けるため、勾配角は7度とされた。一方、まだ起工前で設計を修正する余裕があった3番艦や、艦が大きく余裕があった「ハーミーズ」では勾配角12度とされており、1・2番艦でも後に同様に改修された。
また1978年9月には、陸軍工兵隊によってハンプシャーの王立航空研究所にも勾配角15度のスキージャンプ台が設置されて、同年のファーンボロー国際航空ショーでハリアーによる発進がデモンストレーションされた。翌年、アメリカ海兵隊はこのスキージャンプ台を購入して、勾配角を12度に変更してパタクセント・リバー海軍航空基地に移設したのち、1981年にはチェリー・ポイント海兵隊航空基地に近いボーグ海兵隊予備着陸場に移設して、海兵隊のハリアー操縦士の訓練に用いられた。1984年度計画からワスプ級強襲揚陸艦を建造する際には、スキージャンプを設置することも検討されたものの、スキージャンプ部分でヘリコプターが発着できなくなって同時発着数が減少することが問題視され、艦型が大きく十分な滑走距離を確保できることも勘案して、結局は採用されなかった。

### 採用国と設置艦
イギリス海軍
- 対潜空母「ハーミーズ」
- 対潜空母インヴィンシブル級
- 空母クイーン・エリザベス級

 イタリア海軍
- 軽空母「ジュゼッペ・ガリバルディ」
- 軽空母「カヴール」
- 強襲揚陸艦「トリエステ」

 インド海軍
- 軽空母「ヴィクラント」（旧英「ハーキュリーズ」）
- 軽空母「ヴィラート」（旧英「ハーミーズ」）

 オーストラリア海軍
- 強襲揚陸艦キャンベラ級[注 2]

 スペイン海軍
- 軽空母「プリンシペ・デ・アストゥリアス」
- 強襲揚陸艦「フアン・カルロス1世」

 タイ海軍
- 軽空母「チャクリ・ナルエベト」[注 3]

 トルコ海軍
- 強襲揚陸艦「アナドル」[注 4]

## CTOL機での使用 (STOBAR方式)

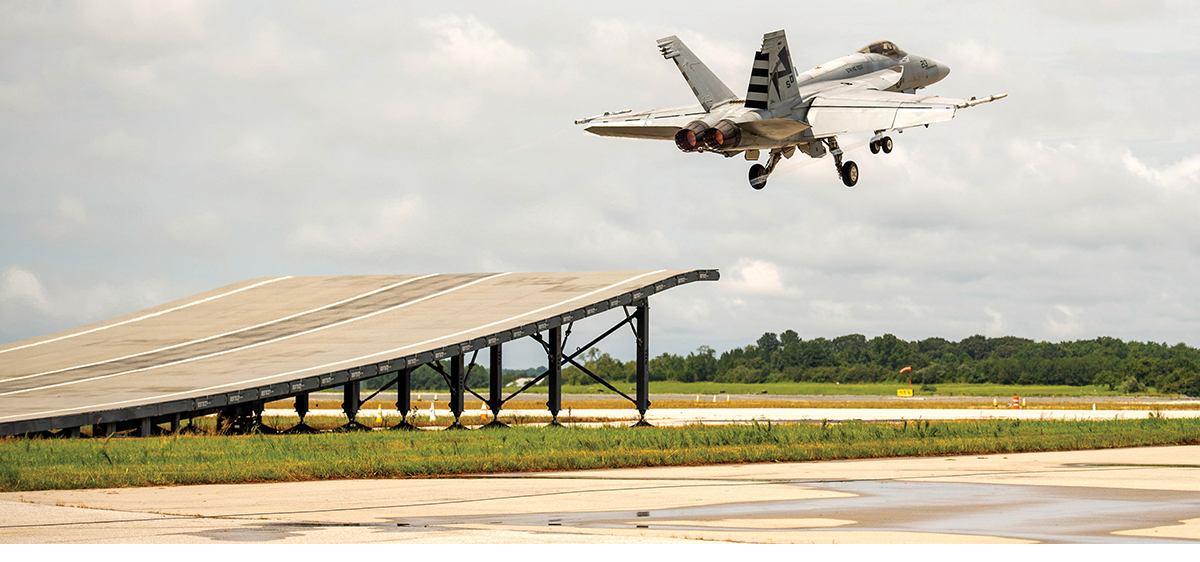
スキージャンプからの発進テストに合格したスーパーホーネット

ソビエト連邦海軍が1977年から黒海沿岸のサーキ飛行場に建造した艦上機科学試験シミュレータ（ニートカ）には、カタパルトやアレスティング・ギアとともに、勾配8度および14度のスキージャンプ台が設置されていた。当初、1143型航空巡洋艦（キエフ級）に続く重航空巡洋艦（TAvKR）では、ニートカで開発されたカタパルトとアレスティング・ギアを導入したCATOBAR方式が採用される計画だったが、政府・軍上層部にはヘリ空母への支持が根強かったために、結局、実際に建造された「アドミラル・クズネツォフ」ではカタパルトの導入は棄却され、代わりにスキージャンプ台を採用するように変更された。
これによって、CTOL方式の艦上機をスキージャンプで発艦させ、着艦時にはアレスティング・ワイヤーで停止させるというSTOBAR方式が開発された。その準同型艦である「ヴァリャーグ」でもこの方式が踏襲されたほか、同艦を「遼寧」として就役させた中国人民解放軍海軍では、国産化した「山東」でも同様の方式を採用した。またインド海軍も、キエフ級の準同型艦である「バクー」を「ヴィクラマーディティヤ」として再就役させる際にはSTOBAR方式に対応して改装し、国産の「ヴィクラント」でも同様の方式を採用した。
またアメリカ海軍でも、蒸気カタパルトの運用が困難な小型空母を想定して、スキージャンプの研究に着手した。パタクセント・リバー海軍航空基地にスキージャンプ台を設置して、1980年10月にT-2Cを用いてデモンストレーションを行った後、F-14AやF/A-18A、S-3Aを用いた発進実験が行われた。このスキージャンプ台は長さ112.1フィート (34.2 m)で、勾配角は3度・6度・9度とされた。実験は成功を収め、例えばF/A-18Aであれば滑走距離を50パーセント以上短縮して、総重量32,800ポンド (14,900 kg)の状態でも滑走距離385フィート (117 m)で離陸できるとの結果が得られた。
ただしSTOBAR方式では、発艦のためにCATOBAR方式よりも長い滑走レーンを必要とし、航空機の運用効率が低くなり、最大離陸重量も制約される。このため、STOBAR方式は、CATOBAR方式の導入を志向する海軍にとっての過渡的な存在とも評されている。例えば中国人民解放軍海軍が「遼寧」でJ-15を運用した経験では、対空任務では短い滑走レーン（105メートル長）を使用して、甲板上合成風速0ノットの状態であれば、離陸重量27トン（燃料75パーセント、PL-8短距離空対空ミサイル4発およびPL-12中距離空対空ミサイル4発搭載）で発艦可能とされる。もし甲板風速10ノットとなれば離陸重量は28.5トンに増加し、搭載可能な兵装はPL-8 4発とPL-12 8発となる。また対地攻撃任務では長い滑走レーン（195メートル長）が使用され、甲板風速15ノットの状態で、燃料95パーセントで6トンの弾薬を搭載できる。

### 採用国と設置艦
ソビエト連邦海軍→ ロシア海軍
- 重航空巡洋艦「アドミラル・クズネツォフ」

 中国人民解放軍海軍
- 空母001型「遼寧」（旧ソ「ヴァリャーグ」）
- 空母002型「山東」

 インド海軍
- 空母「ヴィクラマーディティヤ」（旧露「バクー」）
- 空母「ヴィクラント」